# Трансформеры 3: Тёмная сторона Луны
«Трансформеры 3: Тёмная сторона Луны» (англ. Transformers: Dark of the Moon) — американский научно-фантастический боевик, снятый режиссёром Майклом Бэем и являющийся продолжением фильмов «Трансформеры» (2007) и «Трансформеры: Месть падших» (2009). Сценарий к фильму написал Эрен Крюгер, работавший над сюжетом второй части. Фильм вышел в прокат в США и России 28 июня 2011 года.
Мировая премьера фильма состоялась 23 июня 2011 года в Москве: фильм был показан как фильм открытия 33-го Московского международного кинофестиваля.
Слоган фильма: «Последний шанс цивилизации».
Заглавный саундтрек фильма — песня «Iridescent» группы Linkin Park. На неё также был снят видеоклип.
2 августа 2011 года «Трансформеры 3» стал 10-м фильмом в истории кино, которому удалось преодолеть рубеж кассовых сборов в один миллиард долларов. К этому моменту на родине сборы картины достигли 347 миллионов долларов, а за пределами Северной Америки — 724 миллиона долларов.

## Сюжет
В основе сюжетной завязки третьего фильма лежат реальные события — первая высадка космонавтов на Луне 20 июля 1969 года. В космическую гонку между СССР и США оказались втянуты автоботы, которые под руководством Сентинела Прайма после поражения в войне с десептиконами бежали с Кибертрона — родной планеты роботов. Из-за повреждений звездолёт автоботов разбивается на обратной стороне Луны. Узнав об этом, президент Кеннеди отдаёт приказ готовить высадку на Луне. Получив секретный приказ, американские астронавты, высадившиеся на Луне, уходят в радиомолчание, обследуют разбитый звездолёт и находят на борту тела автоботов.
Наше время. Автоботы атакуют ядерные реакторы иранцев на Ближнем Востоке. Леннокс встречается в Киеве с Юрием Восходчуком, сотрудником министерства энергетики Украины, который говорит, что в Чернобыле имела место находка инопланетного происхождения. Они едут в Припять. Тем временем на ЧАЭС появляется Шоквейв, который с помощью огромного червя Дриллера забрал необходимую деталь. Оптимус, защищая людей, отрубил одно из щупалец Дриллера, в которой находилась необходимая деталь. После того, как Шоквейв ушёл, Оптимус говорит, что это деталь утерянного корабля автоботов, известного как «Ковчег». Тем временем десептикон Лазербик убивает Восходчука.
Сэм расстался с Микаэлой, которая оставила ему своего пса Боункрашера и миникона Уили. Теперь Сэм живёт со своей новой девушкой Карли, ходит на собеседования, где почти везде ему отказывают. На последнем собеседовании его берут на работу в ACCURETTA SYSTEMS. Автоботы едут на новую базу. Туда приезжает директор национальной разведки Шарлотта Миринг. Оптимус в ярости от того, что люди скрывали информацию о детали «Ковчега». На Сэма Уитвики в офисе нападает, казалось бы, обезумевший азиатский программист — Джерри Ванг, бормоча что-то о Тёмной стороне Луны и о сворачивании лунной программы. Джерри успевает вручить Сэму бумаги, но в туалет заходит начальник Сэма. После всего произошедшего Сэм рассматривает бумаги и понимает, что Джерри тоже знает что-то про тёмную сторону Луны. Тем временем Лазербик под давлением расспрашивает Джерри о том, что тот сказал Уитвики. Их разговор прерывает Сэм, которого Ванг выгоняет. После разговора Джерри пытается убить Лазербика, но тот сам убивает программиста, выбросив его из окна. Десептикон преследует Сэма, попутно разнося офис, но Сэму удаётся скрыться. Оптимус с Рэтчетом отправляются на Луну, где находят Сентинела и 5 уцелевших колонн. Сэм и Карли врываются на базу «NEST», где беседуют с Ленноксом, после чего Оптимус оживляет бывшего предводителя Сентинела с помощью Матрицы лидерства. Сентинел в слепой ярости набрасывается на Оптимуса, но тот успокаивает Сентинела. Сэм и Симмонс находят скрывающихся в Америке советских космонавтов. Симмонс спрашивает их, почему Советы не полетели на Луну. Те показывают снимки обратной стороны Луны, на одном из которых видны колонны. Через некоторое время автоботы понимают, что десептиконы устроили на Луне ловушку, забрав почти все колонны со звездолёта. Десептиконам требовалось лишь, чтобы Сентинел Прайм — единственный, способный управлять процессом телепортации, — вернулся к жизни. На Сентинела начинается охота, но он скрывается при помощи автоботов.
По прибытии на базу Сентинел Прайм совершает предательство, жестоко убивает Айронхайда и забирает с собой оставшиеся колонны (в том числе управляющую), при помощи которых можно соединить Землю и Кибертрон космическим мостом. Выясняется, что Сентинел предал автоботов ещё до отлета с Кибертрона, заключив ради спасения родной планеты сделку с Мегатроном. В Вашингтоне Сентинел создаёт между Землёй и Луной космический мост для транспортировки армии десептиконов, а Мегатрон находится неподалёку. Увидев всё это, Оптимус вступает в драку с Сентинелом. Предатель покидает базу, направляясь к убежищу Мегатрона. Сентинел выдвигает требование земным лидерам о депортации автоботов с Земли, после чего обещает «забрать с планеты необходимые ресурсы и покинуть её». В это время выясняется, что Дилан Голд (босс Карли) работает на десептиконов. Он захватывает девушку в заложники и угрожает Уитвики убить её, если тот не согласится разузнать у Оптимуса его план ответного удара. Сэму вживляют имплантат в форме часов, снимающий показатели его нервной системы, чтобы он не смог никого предупредить. Автоботы принимают требования земных лидеров покинуть Землю. На вопрос Сэма о плане Оптимус отвечает, что никакого плана нет. Автоботы покидают Землю. Появляется Старскрим и уничтожает корабль автоботов на взлёте, после чего десептиконы устраивают массовое побоище в Чикаго и превращают город в руины. Выжившие жители в панике покидают город. Сентинел Прайм устанавливает колонны на одном из небоскрёбов. Оказывается, что «необходимый ресурс», о котором говорил Сентинел — это само человечество. Для восстановления Кибертрона необходимо огромное количество рабов — всё население Земли (Дилан станет управляющим). Десептиконы начинают процесс перемещения Кибертрона на земную орбиту.
Карли находится в плену в башне Трампа и случайно узнаёт местонахождение управляющей колонны. Сэм рвётся в Чикаго спасать девушку, с ним идёт Роб Эппс и его друзья, ошеломлённые гибелью автоботов. Достигнув Чикаго, отряд понимает, что никаких шансов на проникновение в город нет — десептиконы жёстко подавляют любые попытки прорваться в город. Сэм решает идти за Карли в одиночку, наталкивается на десептиконов, но в этот момент появляются автоботы, которые остались в разгонном блоке корабля, отделившемся при старте и упавшем в Атлантический океан. Они принимают решение уничтожить колонны. Отряд людей и автоботов начинает движение вглубь Чикаго.
Бамблби ремонтирует корабль десептиконов, и Сэм на нём спасает Карли. В одном из небоскрёбов на них нападает Дриллер, которого убивает Оптимус. После того, как они выбираются оттуда, на Карли и Сэма нападает Старскрим, которого Сэм убивает с помощью изобретения автобота Кью. В то же время отряд «NEST» под командованием Леннокса с большими потерями высаживается в городе. Они соединяются с группой морских котиков — наводчиков «Томагавков». Происходит масштабное сражение автоботов и людей с десептиконами. Оптимус Прайм оказывается временно обездвижен, запутавшись в тросах крана, за это время Саундвейв приказывает Баррикейду убить Кью, и поражение кажется неминуемым. Но Уили и Брэйнс, которые проникли в гигантский корабль десептиконов, невольно делают отвлекающий манёвр, автоботы освобождаются, и Бамблби убивает Саундвейва. Оптимусу удаётся освободиться, и он вносит весомый вклад в схватку, уничтожая практически всех врагов на своём пути, в том числе и Шоквейва. С помощью пушки на руке Шоквейва он сбивает управляющую колонну, тем самым останавливая процесс перемещения.
Увидев, что колонна нуждается в перезапуске, Дилан бежит к ней с этой целью, но ему пытается помешать Сэм, которому это не удаётся. Карли находит Мегатрона и говорит ему, что через минуту из лидера десептиконов он станет никем, «шестёркой Сентинела». Сентинел спрыгивает с небоскрёба и начинает драку с Оптимусом Праймом, который в схватке лишается правой руки. В момент, когда Сентинел готовится убить Оптимуса, Мегатрон вмешивается в ход событий и наносит Сентинелу тяжелейшие раны. Тем временем Сэм, использовав кусок арматуры в качестве биты, ударяет Дилана этим предметом, в результате Дилан погибает, задев колонну в рабочем состоянии. Бамблби и Рэтчет уничтожают колонну. Кибертрон, уже частично переместившийся на орбиту Земли, распадается и исчезает, также улетают корабли десептиконов. Мегатрон предлагает перемирие в обмен на власть, но Оптимус отвергает предложение Мегатрона, после чего убивает его и добивает Сентинела.
Фильм заканчивается речью Оптимуса: «В любой войне битвы сменяются затишьями. Может наступить день, когда мы утратим веру, день, когда наши союзники пойдут против нас. Но день, когда мы бросим эту планету и живущих на ней людей, не наступит никогда.»

## Актёры и персонажи
| Актёр                   | Роль                            |
| ----------------------- | ------------------------------- |
| Шайа Лабаф              | Сэм Уитвики                     |
| Роузи Хантингтон-Уайтли | Карли Спенсер                   |
| Джош Дюамель            | полковник Уильям Леннокс        |
| Тайриз Гибсон           | сержант Роберт Эппс             |
| Патрик Демпси           | Дилан Голд                      |
| Джон Туртурро           | Сеймур Симмонс                  |
| Фрэнсис Макдорманд      | Шарлотта Миринг                 |
| Кевин Данн              | Рон Уитвики                     |
| Джули Уайт              | Джуди Уитвики                   |
| Джон Малкович           | первый босс Сэма Брюс Бразос    |
| Кен Джонг               | Джерри Ванг                     |
| Алан Тьюдик             | ассистент Симмонса «Голландец»  |
| Гленн Моршауэр          | генерал Моршауэр                |
| Лестер Спейт            | бывший член NEST «Хардкор» Эдди |
| Равиль Исьянов          | Юрий Восходчук                  |
| Илья Баскин             | космонавт Дмитрий               |
| Юджин Элпер             | космонавт Юрий                  |
| Базз Олдрин             | в роли самого себя              |
| Билл О’Рейли            | в роли самого себя              |

| Актёр           | Роль                                    |
| --------------- | --------------------------------------- |
| Питер Каллен    | Оптимус Прайм (озвучка)                 |
| Хьюго Уивинг    | Мегатрон (озвучка)                      |
| Леонард Нимой   | Сентинел Прайм (озвучка)                |
| Чарльз Адлер    | Старскрим (озвучка)                     |
| Джесс Харнелл   | Айронхайд (озвучка)                     |
| Роберт Фоксуорт | Рэтчет (озвучка)                        |
| Джеймс Ремар    | Сайдсвайп (озвучка)                     |
| Франческо Куинн | Дино / Мираж (озвучка)                  |
| Джордж Коу      | Кью / Уилджек (озвучка)                 |
| Фрэнк Уэлкер    | Шоквейв, Саундвейв, Баррикейд (озвучка) |
| Томас Кенни     | Вили (озвучка)                          |
| Рино Уилсон     | Брэйнс (озвучка)                        |
| Кит Шарабайка   | Лазербик (озвучка)                      |
| Рон Боттитта    | Роудбастер (озвучка)                    |
| Джон Ди Маджо   | Лидфут (озвучка)                        |
| Грег Берг       | Игор (озвучка)                          |

## Саундтрек
| №   | Название                       | Автор(ы)            | Длительность |
| --- | ------------------------------ | ------------------- | ------------ |
| 1.  | «Iridescent»                   | Linkin Park         | 3:59         |
| 2.  | «Monster»                      | Paramore            | 3:18         |
| 3.  | «The Only Hope for Me Is You»  | My Chemical Romance | 4:32         |
| 4.  | «Faith (When I Let You Down)»  | Taking Back Sunday  | 3:09         |
| 5.  | «The Bottom»                   | Staind              | 2:42         |
| 6.  | «Get Thru This»                | Art of Dying        | 3:12         |
| 7.  | «All That You Are»             | Goo Goo Dolls       | 3:13         |
| 8.  | «Head Above Water»             | Theory of a Deadman | 3:34         |
| 9.  | «Set the World on Fire»        | Black Veil Brides   | 3:41         |
| 10. | «Awake and Alive»              | Skillet             | 3:31         |
| 11. | «Just Got Paid» (ZZ Top cover) | Mastodon            | 3:34         |

| №   | Название        | Автор(ы)   | Длительность |
| --- | --------------- | ---------- | ------------ |
| 12. | «House on Fire» | Beatsteaks | 3:51         |

| №   | Название                           | Автор(ы)                  | Длительность |
| --- | ---------------------------------- | ------------------------- | ------------ |
| 12. | «Many of Horror (When We Collide)» | Biffy Clyro               | 4:17         |
| 13. | «The Pessimist»                    | Stone Sour                | 3:23         |
| 14. | «Goodbye — Gate 21» (Rock Remix)   | Серж Танкян и Том Морелло |              |

| №   | Название            | Автор(ы)         | Длительность |
| --- | ------------------- | ---------------- | ------------ |
| 12. | «Lifelong Dayshift» | Middle Class Rut | 4:28         |
| 13. | «Graveyard Dancing» | D.R.U.G.S.       | 3:01         |

| №   | Название                             | Автор(ы)                  | Длительность |
| --- | ------------------------------------ | ------------------------- | ------------ |
| 12. | «House on Fire»                      | Beatsteaks                | 3:51         |
| 13. | «Many of Horror (When We Collide)»   | Biffy Clyro               | 4:17         |
| 14. | «The Pessimist»                      | Stone Sour                | 3:23         |
| 15. | «Goodbye — Gate 21» (Rock Remix)     | Серж Танкян и Том Морелло |              |
| 16. | «Lifelong Dayshift»                  | Middle Class Rut          | 4:28         |
| 17. | «Graveyard Dancing»                  | D.R.U.G.S.                | 3:01         |
| 18. | «Burning in the Skies»               | Linkin Park               | 4:13         |
| 19. | «Running Blind» (Transformers Remix) | T.A.T.u.                  | 3:51         |

## Производство
В фильме Майкл Бэй использовал кадры из своего предыдущего фильма: в сцене на автостраде, когда Десептиконы пытаются захватить Сэнтинела Прайма, использованы кадры из фильма «Остров». К подобному приёму он уже прибегал при создании фильма «Трансформеры» — в нём на одном из общих планов использованы кадры из фильма «Пёрл-Харбор».

## Релиз

### Награды
Фильм был номинирован на премию «Золотая малина» в 2012 году в восьми номинациях: «Худший фильм», «Худшая мужская роль второго плана» — 2 номинации (Патрик Демпси, Кен Джонг), «Худшая женская роль второго плана» (Роузи Хантингтон-Уайтли), «Худший актёрский дуэт» (Шайа Лабаф и Роузи Хантингтон-Уайтли), «Худший режиссёр» (Майкл Бэй), «Худший сценарий» и «Худший актёрский ансамбль». Ни в одной из номинаций фильм не выиграл.

## Сиквел
В феврале 2012 года было подтверждено, что Майкл Бэй будет режиссировать четвёртую часть фильма. Театральный релиз четвёртой части состоялся 26 июня 2014.